# Yaginumia
Yaginumia is een monotypisch geslacht van spinnen uit de  familie van de wielwebspinnen (Araneidae).

## Soort
- Yaginumia sia Strand, 1906